# Karl Leuteritz
Karl Leuteritz (* 29. Dezember 1922 in Miltitz; † 13. Dezember 2010) war ein deutscher Jurist und Diplomat. Von 1975 bis 1980 war er Botschafter in Südkorea und von 1980 bis 1983 Botschafter in Jamaika.

## Leben
Nach dem Schulbesuch nahm Leuteritz ein Studium der Rechtswissenschaft an der Universität Frankfurt auf, das er 1954 mit dem Ersten Juristischen Staatsexamen abschloss. In Frankfurt wurde er im gleichen Jahr mit dem Dissertationsthema Entwicklung und Probleme der englischen Lokalverwaltung seit 1944 zum Doktor der Rechte promoviert.
Leuteritz trat 1952 in den Auswärtigen Dienst ein. Seine diplomatische Laufbahn führte ihn als Vizekonsul zum Generalkonsulat in Amsterdam, als Konsul zum Generalkonsulat in Rotterdam und als Legationsrat zur Botschaft der Bundesrepublik Deutschland in Asunción (Paraguay). Vom 5. Juni 1962 bis 1966 war er als Konsul 1. Klasse ständiger Vertreter des Generalkonsuls in Chicago. Im Anschluss wechselte er ins Auswärtige Amt, wo er 1968 zum Vortragenden Legationsrat und 1970 zum Vortragenden Legationsrat 1. Klasse befördert wurde. Bis 1975 war er Leiter des Referates Mittel und Südamerika im Auswärtigen Amt.
Leuteritz wurde 1975 als Botschafter in Seoul akkreditiert und übte diese Funktion bis 1980 aus. Während seiner Amtszeit in Südkorea studierte er koreanisch und war aktives Mitglied des Rates der Royal Asiatic Society Korea Branch (RASKB), als deren Präsident er bis 1978 fungierte. Von März 1980 bis 1983 war er Botschafter an der deutschen Auslandsvertretung in Kingston (Jamaika). Gleichzeitig war er in Belmopan akkreditiert. Von 1983 bis 1987 hatte er Exequatur als Generalkonsul im Deutschen Generalkonsulat Istanbul. 1988 erfolgte sein Eintritt in den Ruhestand.
Karl Leuteritz war verheiratet mit Ingeborg, geb. Hellwig, und hatte zwei Töchter.

## Ehrungen und Auszeichnungen
- 1978: Ehrendoktorwürde der Juristischen Fakultät der Korea University, Seoul
- 1983: Verdienstkreuz am Bande der Bundesrepublik Deutschland
- 1990: Verdienstkreuz 1. Klasse der Bundesrepublik Deutschland